# Perca fluviatilis
Il pesce persico (Perca fluviatilis, Linnaeus 1758), conosciuto comunemente in Italia come persico reale o, semplicemente, persico, è un pesce d'acqua dolce appartenente alla famiglia dei Percidi, dell'ordine dei Perciformes.

## Distribuzione e habitat
È originario dell'Europa centro-settentrionale e dell'Asia, con un areale che si spinge fino alla Siberia. È alloctono in Italia, ma naturalizzato nei laghi prealpini da circa 500 anni, e ormai ampiamente presente anche nell’Italia peninsulare, dove è stato importato dalla Svizzera e dai laghi prealpini a metà '700.
Preferisce correnti molto deboli, avendo abitudini sedentarie: per questo è più diffusa la sua presenza in ambienti lacustri piuttosto che fluviali. È un pesce decisamente eurialino, tanto che, nella parte settentrionale del suo areale, vive anche in estuari e lagune salmastre. Nel mar Baltico, le cui acque sono estremamente poco salate, si incontra regolarmente anche in mare aperto.

## Descrizione
Il pesce persico presenta un dorso arcuato e corpo di forma ovale abbastanza tozza. Ha due pinne dorsali separate da un breve spazio delle quali la prima è munita di spine. La pinna caudale è leggermente forcuta. Testa e bocca sono di discrete dimensioni. Dietro la testa il corpo forma uno "scalino" ben evidente.
Ha dorso verdastro con da 5 a 8 fasce verticali di colore scuro spesso biforcate a forma di Y nella parte posteriore del corpo. Le pinne ventrali, anale e caudale sono di colore rosso o aranciato, spesso molto vivo, le pinne pettorali sono invece giallastre e il ventre bianco. Spesso c'è una macchia scura alla fine della prima pinna dorsale.
Raggiunge i 60 cm di lunghezza, ma la taglia mediamente non supera i 20 cm.

## Biologia
Vive fino a 21 anni. Al contrario di altri percidi come il lucioperca e l'acerina ha abitudini diurne.

### Riproduzione
Depone le uova, in relazione alla temperatura ambientale, tra febbraio e la fine di luglio (in Italia di solito tra aprile e maggio). Le uova hanno un diametro di 2-2,5 mm e sono protette all'interno di lunghi nastri di muco che le femmine distendono tra i rami delle piante acquatiche. Per questo per la riproduzione predilige acque basse con fitta vegetazione o con abbondante presenza di radici. La schiusa si ha dopo 2-3 settimane: le larve misurano 5 mm e, riassorbito il sacco vitellino, si riuniscono in grandi banchi nelle acque superficiali lungo le rive.

### Alimentazione
In giovane età si ciba di plancton, divenendo poi predatore di altri pesci in età adulta.

## Pesca
Il pesce persico ha carni squisite e in Italia è oggetto di pesca professionale soprattutto nei grandi laghi del Nord (Lago Maggiore, di Garda, Como, Iseo e Idro), nei laghi vulcanici del Centro Italia e anche in alcuni bacini artificiali del Meridione come il lago Arvo, in Calabria. Vengono adoperate svariate reti da posta, lenze e "legnaie".
Sportivamente, viene anche pescato usando come esche bigattini, lombrichi e pesce vivo o morto come le scardole, i triotti e le alborelle.
Viene pescato anche con esche artificiali (cucchiaini, mosche, vermi di gomma e minnow) con le tecniche dello spinning e della pesca a mosca.

## Cucina

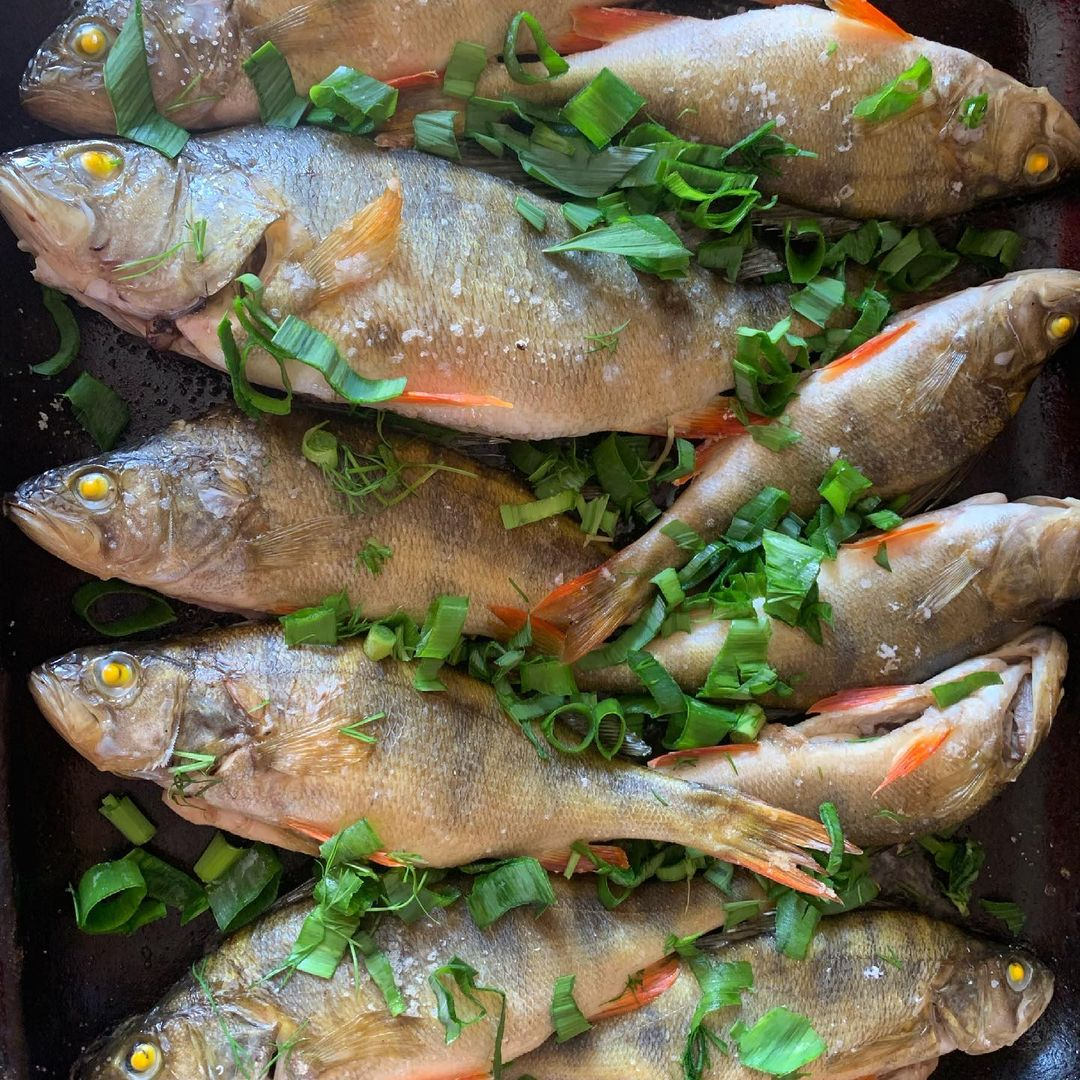
Piatto di pesce persico

Piatti a base di questo pesce sono diffusi maggiormente in Lombardia e nel Lazio, grazie alla sua particolare diffusione nei laghi di Como, d'Iseo, di Garda e nel Lago Maggiore in Lombardia e nei laghi vulcanici di Bolsena, Vico, Bracciano nel Lazio e, infine, nel lago di Piediluco in Umbria.
Viene usato per secondi piatti, in genere fatto a filetti e cucinato alla griglia o fritto.
È un piatto comune nei Paesi scandinavi.
Nelle zone del lago di Como viene utilizzato per la preparazione del tradizionale risotto al pesce persico.
Nelle zone del lago di Garda viene cucinato con una salsa a base di aglio, olio, sale, limone e prezzemolo.
In alcune zone del Trasimeno viene abbrustolito sulla brace di canna lacustre e servito senza lisca in piccoli pezzetti, condito con olio extra vergine d'oliva a crudo, poco aceto, sale e pepe; il piatto prende il nome di brustico.

## Altre specie
Il cosiddetto persico spigola è in realtà un ibrido di Morone chrysops e Morone saxatilis allevato in acque dolci; tale denominazione è imposta dalla sola normativa italiana.
I "filetti di persico" che tanto spesso si vedono in pescheria non sono fatti con questa specie, ma con il persico del Nilo, una specie africana della famiglia Latidae o Centropomidae pescata soprattutto nel lago Vittoria. Di fatto, tale pesce condivide col persico nostrano il solo nome.

## Galleria d'immagini

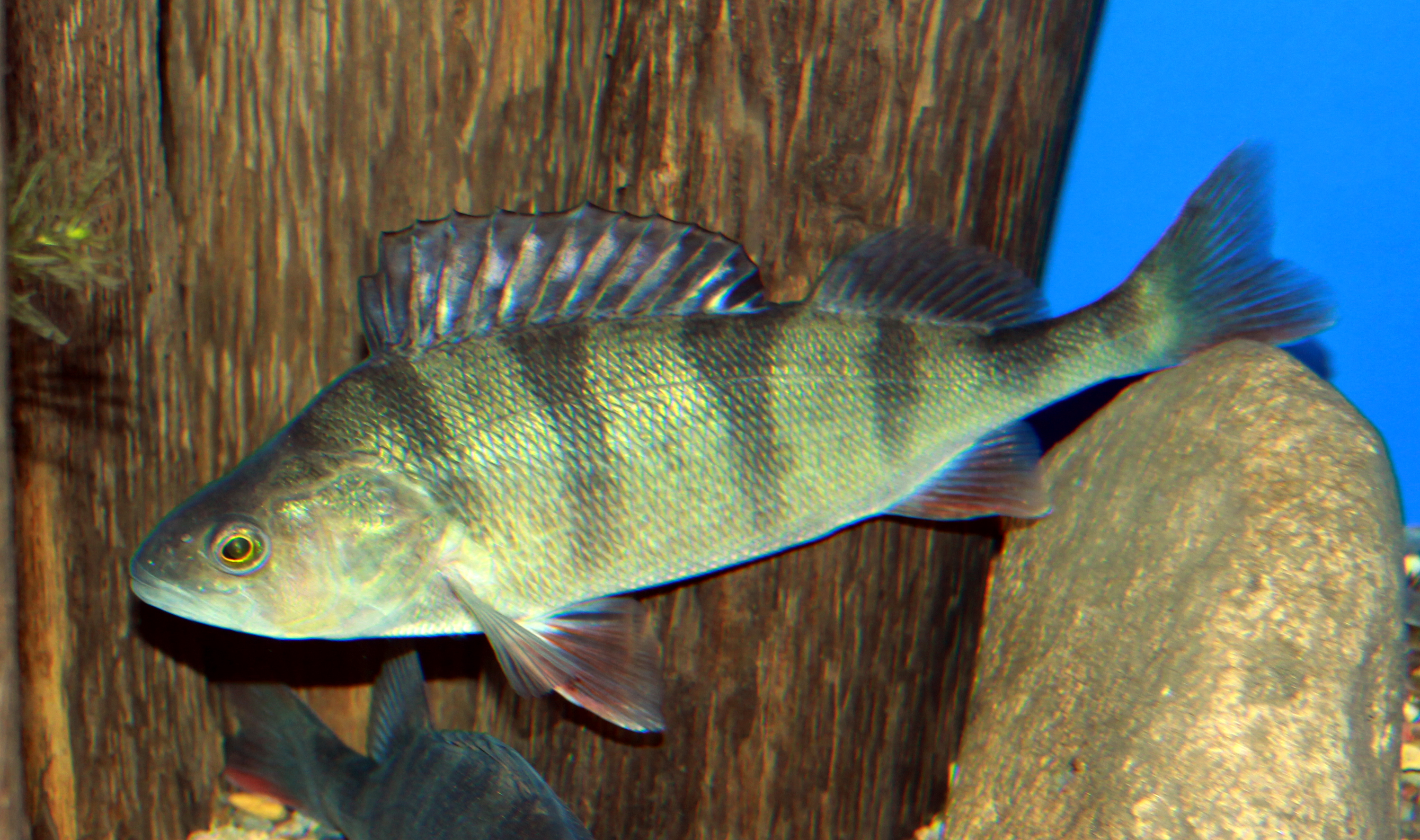
In un'esibizione subacquea a Vltava (Praga)
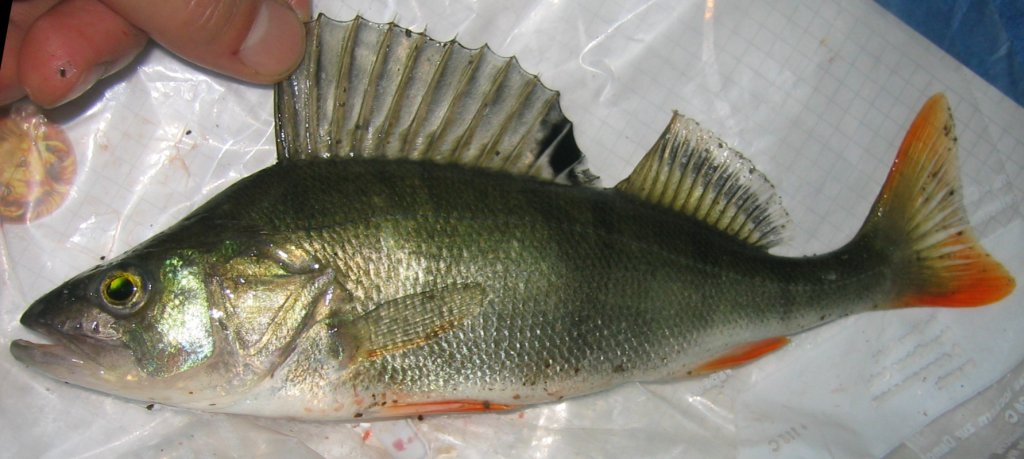
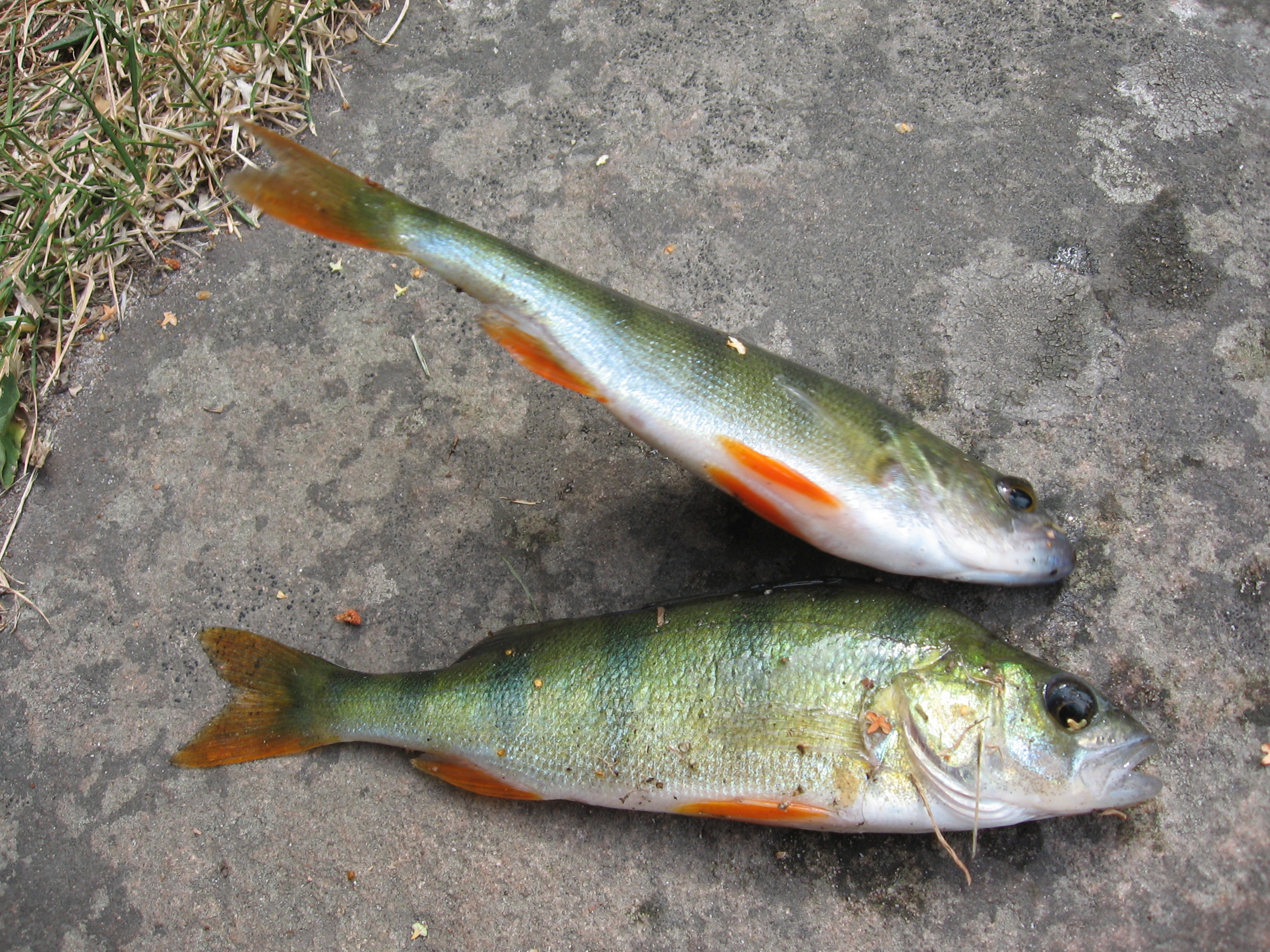
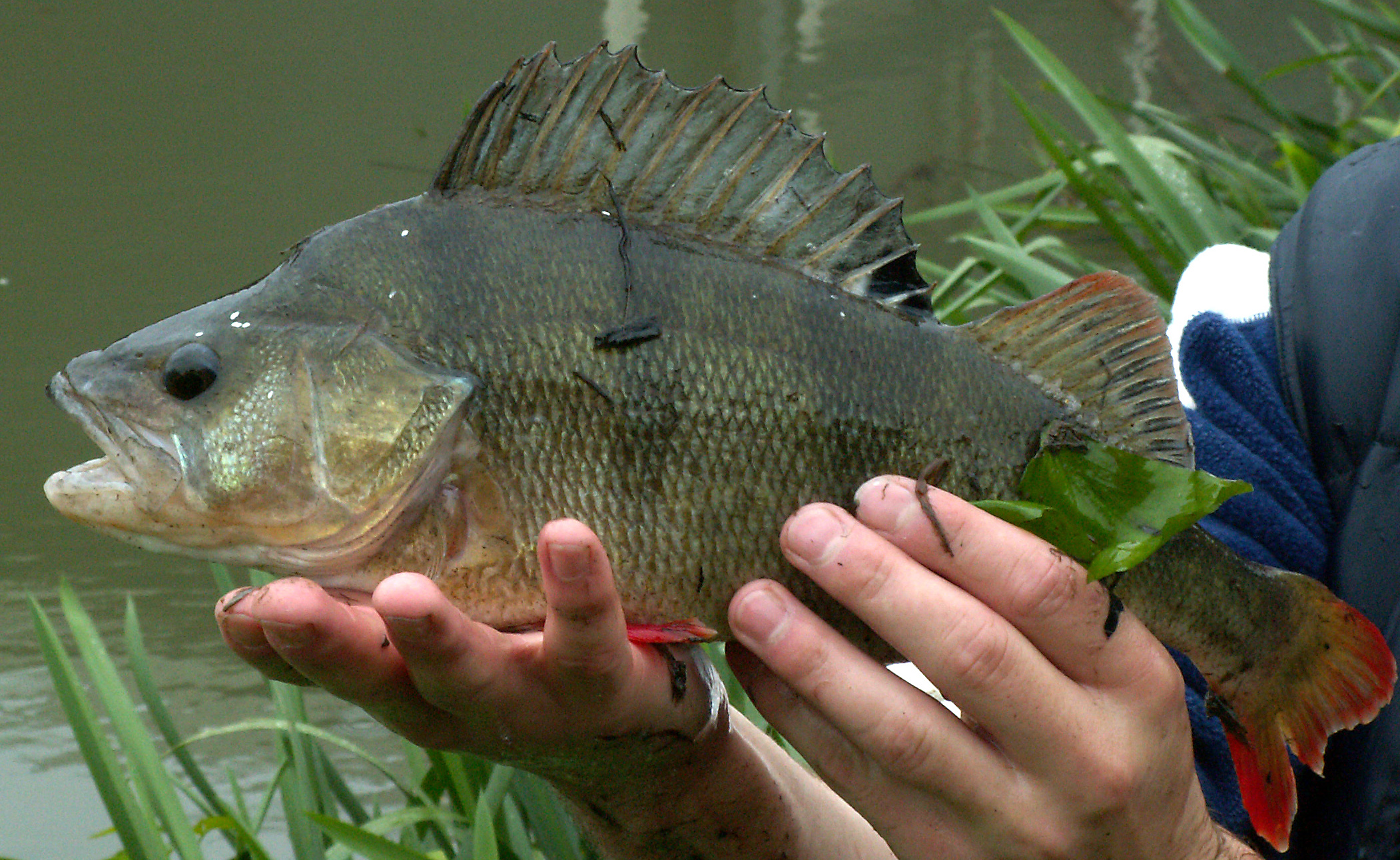
Esemplare di grosse dimensioni in cui è visibile lo "scalino" dietro la testa
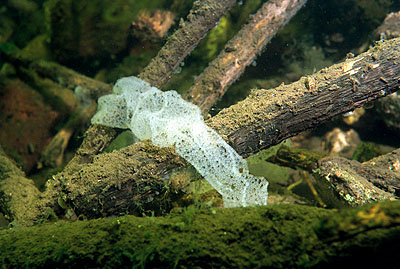
Uova di Perca fluviatilis
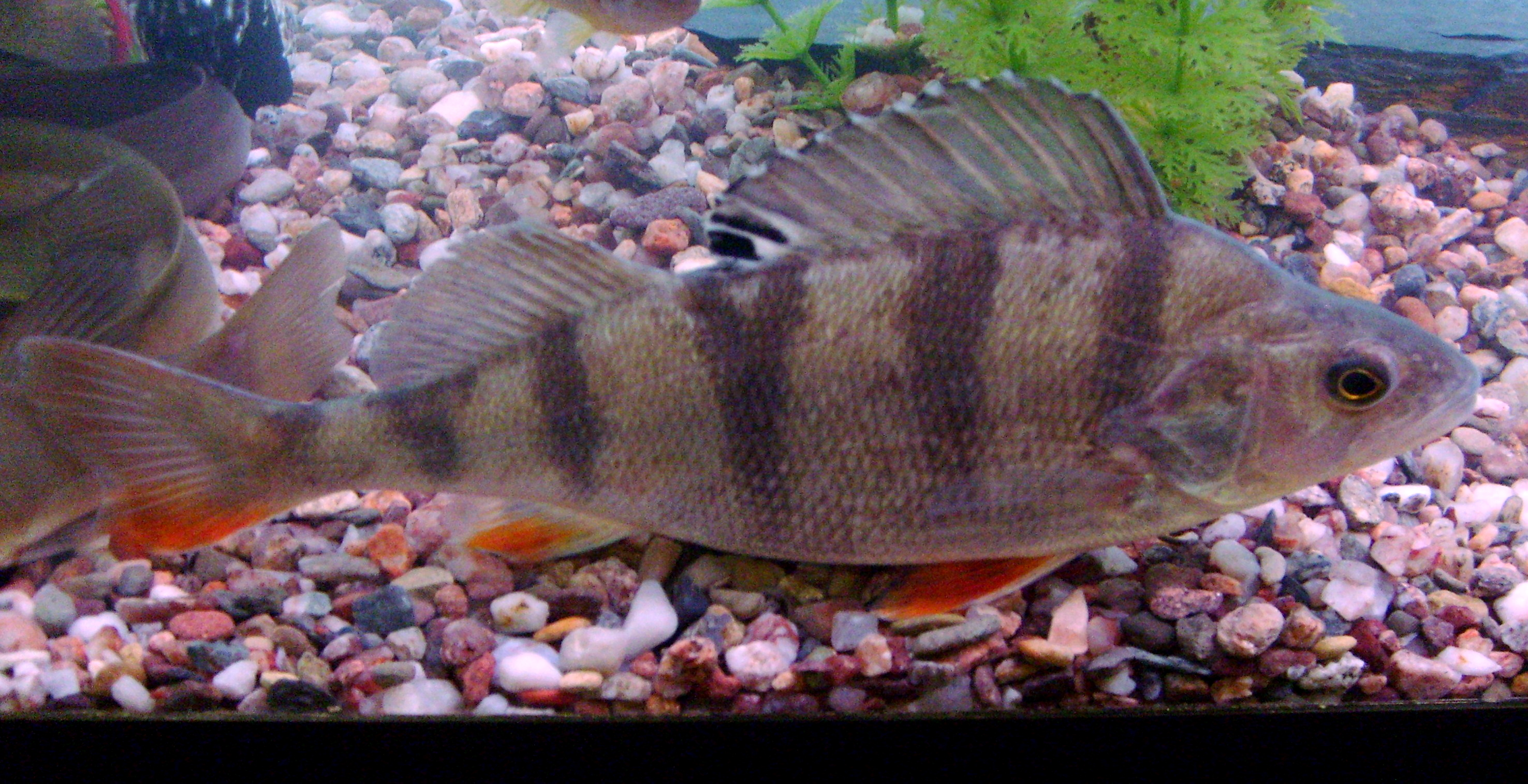